# アミュンタス3世
アミュンタス3世（Ἀμύντας Γ΄、ラテン文字転記：Amyntas III、? - 紀元前370年）は、アルゲアス朝のマケドニア王（在位：紀元前393年及び紀元前392年 – 紀元前370年）である。父はアリダイオス、王妃はエウリュディケ1世。エウリュディケ1世との間にアレクサンドロス2世、ペルディッカス3世及びピリッポス2世の3人の息子が、孫にアレクサンドロス大王がいる。

## 生涯
アミュンタスはアルケラオス1世の死後10年続いた混乱の後に即位したが、以後王国の生き残りのために懸命に努力を重ねることとなる。
即位の年、アミュンタスはイリュリア人により一時王位を追われたが、翌年、テッサリア人の助力により復位を果たした。アルケラオス1世時代以来王家と関係の深かった、ラリサのアレウアス家が支援したと考えられている。
アミュンタスは国土への侵入を繰り返すイリュリア人の脅威に対抗するため、オリュントス市を盟主とするカルキディア同盟と提携し、支援と引き換えにオリュントスに領土の一部を割譲した。このときオリュントスが得た領土内の木材はアテナイ艦隊の強化に使用されたが、この代価によりオリュントスの国力増大を招いたことから、アミュンタスは他の同盟国を求め、オドリュサイ王国の王コテュス1世と連携した。コテュス1世の娘は既にアテナイの将軍イフィクラテースと結婚していたため、アミュンタスはイフィクラテースを養子とすることとした。
アンタルキダスの和約の後、スパルタはギリシア北部における自己の存在感を回復することを望んでいた。紀元前385年、バルデュリス率いるイリュリア人は、エピロス王アルケタス1世を復位させることを画策したシラクサのディオニュシオス1世の扇動と援助を受けイピロスを攻撃した。このような情勢のもと、アミュンタスはスパルタの援助を求めた。スパルタは、ギリシアの覇権を巡るライバルであったアテナイとテーバイに支持されているギリシア北部の新興勢力であったオリュントスを打ち破るという動機もあり、アミュンタスとの盟約を締結した。紀元前379年、アミュンタスはスパルタの支援のもと、オリュントスの勢力を削減することに成功した。更に、アミュンタスは紀元前372年、テッサリアの支配者フェライのイアソンとアテナイとの同盟に参加した。紀元前371年にスパルタで開かれた全ギリシアの和平会議の席上では、アミュンタスはアテナイへの賛同票を投じ、アテナイがアンフィポリスを回復する票決に貢献した。
オリュントスに勝利したアミュンタスは、アテナイとの間で条約を締結し、木材の代価を自らの収入とし続けることが可能となった。アミュンタスはピレウスにあるアテナイの将軍ティモテオスの家へ木材を送っている。
アミュンタスは紀元前370年、高齢により死亡し、王位は長男であるアレクサンドロス2世が継いだ。